# 유럽 방위청
유럽방위청(European Defence Agency, EDA)은 유럽연합 차원에서 방위 정책을 담당하는 기관이다.

## 역사
군비정책과 관련해서는 마스트리흐트 조약상 EU의 두 번째 기둥(the second pillar)으로 불리는 공동 외교 안보 정책(Common Foreign and Security Policy)의 주요 요소 중 하나로서 유럽군비정책의 내용을 이루는 공동안보방위정책(Common Security and Defence Policy)에 따라 2004년에 설립되었다.

## 역할
유럽연합의 공동방위 계획을 실행하고, 유럽연합 회원국들의 방위기관을 위한 대화의 장을 제공한다. 특히 유럽연합 회원국 자체의 방위력 개선 및 회원국들 간 공동방위력 개선을 촉진하는 역할을 갖는다. 그리고 방위력 증강 및 개선 차원에서 비상 관리 능력을 높이고, 방위력에 관련된 연구개발을 통해서 방위 사업 육성을 촉진한다. 실제로 유럽방위청은 군용 항공기 형식인증 기준, 군 감항인증 제도 등 군사 기술에 대한 공공조달에 요구되는 제도와 규격을 선도적으로 이끌고 있다.
현재 유럽방위청은 관련 기관들과 협력하고 있으며, 대표적으로 북대서양 조약 기구가 중요 협력 대상자 중 하나다. 2023년에는 최초로 유럽방위산업전략을 발표하며, 유럽 방위산업정책에 대한 비전을 발표하였다. 이외에도 연간보고서를 발표하며 성과와 목표에 대한 정보를 제공하고 있다.

## 조직
유럽 연합 외교 문제·안보 정책 고위대표가 수장을 맡으며, 별도로 최고 경영자가 실무를 담당한다. 현재 최고 경영자는 체코 외교관 출신인 유리 세드비(Jiří Šedivý)다. 현재 방위청은 산업협력지원부, 군수역량기획부, 연구기술혁신부, 재무회계부 등 4개의 부서로 나뉘어져 있다.

## 역사

유럽연합 회원국과 유럽연합 비회원국 중 협력구

유럽의 지역 차원에서 방위 정책은 1994년부터 2011년까지 존재하였던 서유럽 연합의 서유럽 군수 그룹에서 시작되었다. 오늘날 유럽 연합 회원국을 제외하고 비회원국인 노르웨이, 스위스, 세르비아, 우크라이나, 미국 등과 제휴 협정을 맺었다. 이들은 방위청 내 안건에 대해 투표권을 행사하지는 못하나 회의 참여는 가능하다.

## 같이 보기
- 군수산업
- 국방정책
- 방위사업청
- 조달행정
- 유럽 연합의 역사